# Džamija Ali-paše Rizvanbegovića
Džamija Ali-paše Rizvanbegovića je džamija koja se nalazi u mjestu Buna pokraj Mostara. 

## Povijest
Od svih vakufa hercegovačkog vezira Ali-paše Rizvanbegovića, ostala je sama džamija na Buna, sagrađena nekoliko stotina metara od mjesta na kojem je Ali-paša imao svoj ljetnikovac. Džamija je situirana na Buni, na desnoj obali rijeke, zapadno od ceste kojom se dolazi iz Mostara. Izgrađena je 1848. godine na zemlji obitelji Ćemalović. Zemljište je Ćemalovićima, staroj bunskoj obitelji, oduzeto jer su stali uz pokret Husein-kapetana Gradaščevića i bili protiv Ali-paše.
Džamija je malih dimenzija i smatra se najmanjom i najmlađom džamijom pod kupolom u Hercegovini od svih sagrađenih u osmanskom razdoblju. Objekt je to osnove 8x7,5 metara, zidan tesanim kamenom i nadsvođen jednom velikom kupolom i tri male iznad ulaza. Uz džamiju je i osmougaona munara visoka blizu 18 metara. Dva prateća objekta datiraju još od vremena prve gradnje džamije.
Džamija je više puta rušena i obnavljana, a nije pošteđena ni tijekom rata u Bosni i Hercegovini, kada je 1993. godine porušena.
Naime, 15. kolovoza 1993. godine pripadnici HVO-a, koji su još ranije okupirali Bunu, zarobili su imama ove džamije Mušana ef. Bećirevića i tom prilikom teško ga maltretirali. Prisiljavali su ga da pred njima klanja, a potom su ga zaklali u džamiji Ali-paše Rizvanbegovića, i to naočigled više njegovih prestravljenih i bespomoćnih sugrađana. Potom su zapalili džamiju i obližnju imamsku kuću. Džamija je do temelja srušena, a na mjestu gdje se nalazila napravili su veliku rupu, kako bi se uklonio svaki znak njezinog postojanja. Posmrtni ostaci ef. Bećirevića pronađeni su tek mnogo godina kasnije u blizini džamije.
U kolovozu 2007. godine, 14 godina nakon strašnog zločina, u prisustvu više stotina mještana i vjernika s područja Mostara i Hercegovine položen je kamen temeljac za obnovu džamije Ali-paše Rizvanbegovića. Kamen temeljac su zajedno položili tadašnji reis-ul-ulema Mustafa ef. Cerić, tadašnji mostarski muftija Seid ef. Smajkić, gradonačelnik Mostara Ljubo Bešlić, bivši ministar prostornog uređenja Federacije BiH Salko Obhodžaš i šejh Halil Brzina.
Godinu dana kasnije, džamija je obnovljena u izvornom izgledu. Uz džamiju su rekonstruirana i dva pomoćna objekta: zgrada mekteba i imamskog stana.

## Vanjske povezice
- Džamija Ali-paše Rizvanbegovića na Buni: Građevina koja nosi ime jednog od najvažnijih Hercegovaca